# Postsecret
PostSecret är ett pågående konstprojekt dit människor skickar in sina hemligheter anonymt på ena sidan av ett hemmagjort vykort. Vykorten skickas med vanlig post till Frank Warrens hembrevlåda, sedan väljer han ut ett fåtal av inkomna hemligheter och publicerar dem på hemsidan varje söndag (20-25 stycken).
Projektet började som en utställning på Artomatic is Washington, D.C. år 2004.
Idén till projektet är väldigt enkel; helt anonyma människor dekorerar ett vykort och framställer en hemlighet som de aldrig tidigare har avslöjat. Det finns inga gränser på vilken slags hemlighet som avslöjas, enda kravet är att det är helt sanningsenligt och hittills aldrig uttalat. Det kan vara allt från sexuellt utnyttjande och kriminell aktivitet till erkännande av hemliga begär, pinsamma vanor, hopp och drömmar.
Sedan Frank Warren skapade hemsidan den 1 januari 2005 har PostSecret samlat och visat upp minst 2500 konstoriginal från människor över hela USA och resten av världen (trots att projektet startade i USA har det inspirerat människor världen över att skicka in sina hemligheter).
Hemsidan, som startades på Blogspot och uppdateras varje söndag, har en relativt stadig stil, genom några instruktioner till "artisterna" om hur deras hemligheter bör presenteras.
Instruktionerna som ges är korta och enkla. Avslöja vad som helst, så länge det är sant och du inte har delat med dig av det till någon. Skapa ditt eget vykort i storleken 10x15 cm av valfritt material. Endast en hemlighet per vykort, har du fler än en hemlighet får du skicka flera vykort. Vänligen framställ hela hemligheten med bild på ena sidan av vykortet. Några tips är att vara fåordig (ju färre ord, desto bättre), att ha det läsligt (stora, tydliga bokstäver) och att vara kreativ.
Det har även publicerats ett antal böcker fyllda av aldrig tidigare visat material.